# Ajoblanco (revista)
Ajoblanco es el nombre de una revista española mensual que se publicó entre 1974 y 1980 en su primera etapa y 1987 y 1999, la segunda.

En los años ’70, la España franquista vivió una experiencia extraordinaria: el estallido del movimiento estudiantil contra la dictadura, la lucha obrera, las comunas, el hippismo y el arte conceptual, el surgimiento de teatros, editoriales y librerías independientes, el despertar de una contracultura en Barcelona y el resurgimiento de Madrid.
Pepe Ribas, Los 70 a destajo

Junto a otras cabeceras como Star, Nueva Lente y Ozono, Ajoblanco fue uno de los primeros puntos de encuentro y difusión de la contracultura en España. La revista supuso todo un revulsivo cultural en su época.
En junio de 2017, Ajoblanco volvió a publicarse iniciando así su cuarta etapa: Ajoblanco, revolvemos. La revista ocupó un espacio de la calle Santa Teresa del barrio de Gracia en Barcelona, que se convirtió en un pequeño centro cultural.

## Épocas

### Primera época (1974-1980)

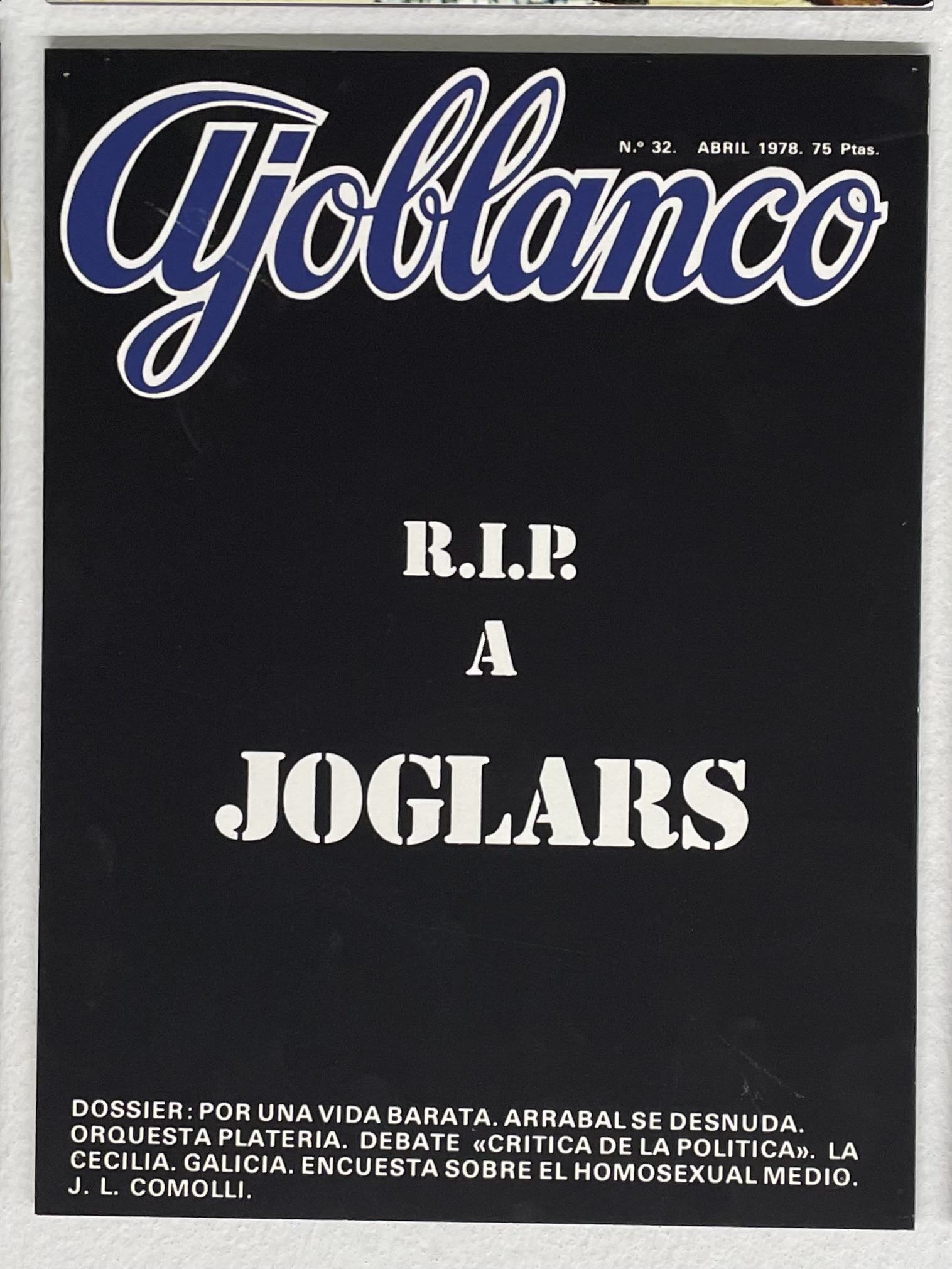
Portada de revista Ajoblanco Nº 32 Abril 1978

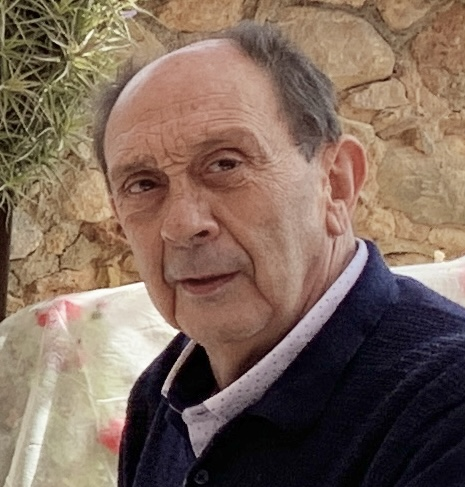
Pepe Ribas, fundador y director de Ajoblanco

La revista apareció por el impulso de José Ribas, un estudiante barcelonés de Derecho, de ideología libertaria y procedente de una familia burguesa, que aglutinó a su alrededor a filósofos, poetas, arquitectos, artistas y dibujantes de cómics de la escena contracultural de Barcelona y del resto de España de los años 70.

Tenía muy claro que debía ser un libro muy sincero, con honestidad y transparencia. Mi vida fue Ajoblanco, yo quería explicar que una persona de origen pequeño burgués de repente que se abre de mente, en contacto con la universidad y la realidad social de aquellos momentos y lo primero que veo es que la generación del 72 tiene ideas pero no tiene voz y no tiene lenguaje, las palabras estaban robadas por el poder del franquismo, por la cultura nacional católica, en aquel choque con los grupos autoritarios, nosotros estábamos buscando la libertad. No tenía ganas, que nadie me dirigiese qué tenía que pensar, qué tenía que hacer, qué estaba bien. Nosotros teníamos que experimentar por nosotros mismos el camino de la libertad.
 José Ribas en su entrevista para las alasbarricadas.org sobre su libro Los 70 a destajo

Todos ellos participaron en un proyecto que aunaba la oposición al régimen franquista con la independencia de los partidos de izquierdas de la oposición (especialmente, el PSUC, la Assemblea de Catalunya y Bandera Roja). Junto a la política, los intereses de la primera etapa de Ajoblanco incluyen contenidos sociales inéditos hasta entonces en España como la antipsiquiatría, el ecologismo, el feminismo, el colectivismo, el movimiento gay, la supresión del servicio militar obligatorio y el urbanismo sostenible, además de textos narrativos periodísticos que destacaban por originalidad y renovación.

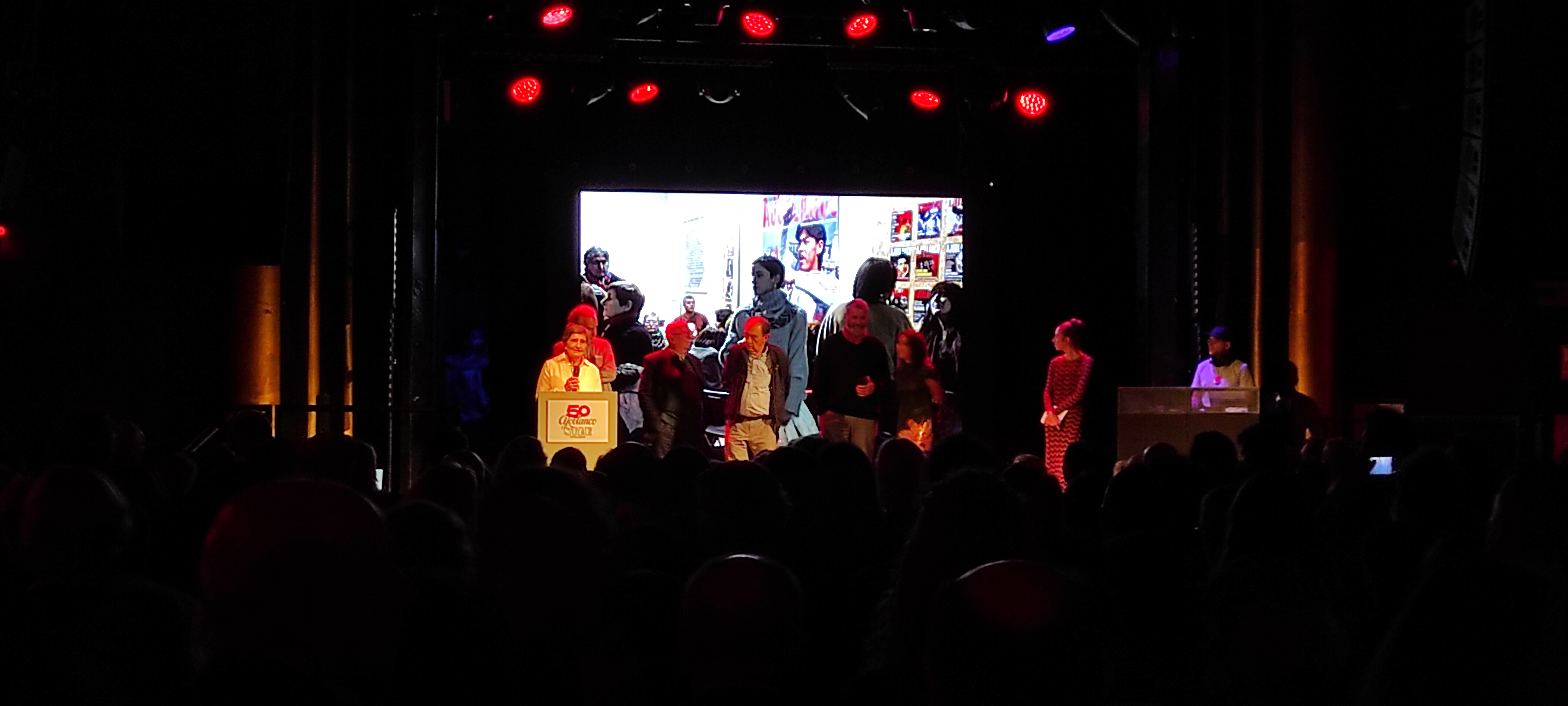
Fiesta 50 aniversario de las revistas Ajoblanco y Star. 27 de octubre de 2024. Sala Apolo, Barcelona. Mercedes Vilanova, Toni Puig, Jordi Esteva, Fernando Mir y José Ribas.

Alrededor de Ribas se estableció un equipo de redacción no jerarquizado que incluía a Toni Puig, Fernando Mir (Ribas, Puig y Mir son, en realidad, el núcleo duro de Ajoblanco), Luis Racionero, María José Ragué, Quim Monzó, Santiago Soler Amigó, Juanjo Fernández, Jordi Alemany, Ramón Barnils (director ante las autoridades de la revista), Ana Castellar, Albert Abril, Maria Dolls, Nuria Amat, Karmele Marchante, Francesc Boldú o Alberto Cardín. A ellos se sumaron las contribuciones de los lectores de la revista, hasta 2000 a lo largo del periodo 1974-1980 (según el cálculo de Ribas, expresado en una entrevista en el diario El Mundo, el 12 de mayo de 2007). En su momento de mayor éxito (hacia 1977) Ajoblanco contó con un millón de lectores (según estimaciones alternativas, Ajoblanco llegó a un tiraje máximo de 90.000 ejemplares y no existen datos fiables del número de lectores, a pesar de que sus estructuras nunca llegaron a profesionalizarse del todo. Su idea era promover una cultura libertaria que condicionara un cambio social.
Fueron frecuentes los debates dentro de la redacción de la revista, donde convivían el impulso ácrata de Ribas (que llegó a afiliarse a la CNT), el pulso contracultural de Racionero, el hipismo friki de Mir, periodista y editor de la revista, con el situacionismo de Santi Soler y el marxismo libertario de Juanjo Fernández. También hubo otros miembros del equipo, más cercanos al troskismo o al catalanismo. A partir de 1979, la revista entró en una crisis que se acentúa cuando Ribas (que pretendía trasladar una parte de la redacción a Madrid) abandona Ajoblanco tras la marcha de Fernando Mir. Un año y medio después, la revista dejó de publicarse a causa de su errónea gestión financiera y del enfrentamiento del nuevo gerente, el comunista Antonio Aponte y Toni Puig con parte de la redacción de la revista, capitaneados por Ramón Aguirre (que pretendían convertirla en una publicación semanal de extrema izquierda).
En 2019 José Ribas vendió parte de los archivos de la primera etapa (de 1974 a 1977)  a José María Lafuente, coleccionista y propietario de Archivos Lafuente con sede en Santander, que, a su vez, lo vendió al Museo Nacional Centro de Arte Reina Sofía 

### Especiales editados por Ajoblanco (Primera época)
1-Energías libres, febrero de 1977, 2-Bombilla literaria, 23 de abril de 1977, 3-Con el Ajo hasta el fin del mundo, junio de 1977 (especial de viajes), 4-Naturaleza octubre de 1977. 5-Antipsiquiatría marzo, 1978. 6-Linterna literaria, 23 de abril de 1978. 7-Peste a Ajo, mayo 1978. 8-La vuelta al mundo en un Ajo, junio 1978 (especial de viajes). 9-Prensa marginal madrileña, octubre 1978. 10-Marihuana, 1978. 11-Sexualidad tántrica, otoño 1978. 12-Nuevos ayuntamientos, febrero 1979. Teatro, 1979.13-Magia, 1979. 14-Drogas, 1979.15-Astrología, 1979. 16-Sexualidad, 1980. 17-Alimentación, febrero 1980. 19-Almanaque, marzo 1980.

### Segunda época (1987-1999)
Ribas, que pasó cuatro años en Madrid y dos más en Londres, regresó a Barcelona en 1986 con la idea de reflotar Ajoblanco. Para ello contactó con Fernando Mir del primer Ajoblanco, la historiadora Mercedes Vilanova y el fotógrafo y escritor Jordi Esteva que empezaron a trabajar para que la revista volviera a los kioscos en octubre de 1987. Con la intención de impulsar la convivencia mediante la crítica, la polémica, el humor, la aventura, la apertura al mundo exterior, porque el mundo no se acaba en el ombligo y una apuesta en contra del secuestro de la democracia. Los debates entre escritores y pensadores importantes, los grandes reportajes internacionales y la conexión con América Latina fueron la carta de identidad que hizo posible que el segundo Ajoblanco hiciera un periodismo de anticipación y seguimiento de los nuevos movimientos sociales y culturales.

Si el primer Ajoblanco fue el del descubrimiento de la identidad, el segundo fue el del rigor y el de la lucha.
José Ribas, entrevistado en El Mundo, el 12 de mayo de 2007.

Jordi Esteva deja la revista en el verano de 1993. 
La revista, en esta segunda etapa, se profesionaliza a través de la creación de una empresa editora (Odeón) y adopta una postura muy crítica con los gobiernos del PSOE en España y de CiU en Cataluña. Así, en 1996, y sin abandonar su equipaje libertario, Ajoblanco alcanza un acuerdo de gestión con Unidad Editorial (la empresa editora del también crítico con el PSOE, pero desde un planteamiento conservador, El Mundo). La alianza permitió que la revista, que por entonces había alcanzado gran relevancia en América Latina, sobreviviera. La nueva alianza duró un año, después del cual la revista volvió a su independencia.
La revista asume un relevo generacional capitaneado por Oscar Fontrodona, Antonio Baños, Irina Miranda, Álvaro Colomer, Gaby Martínez, Gorka Duo, Juan Antonio Álvarez, Leila Méndez, Carlos Trías, Mario Campaña, entre otros colaboradores.

En 1999, el número 125 de Ajoblanco se despide de sus lectores con la promesa de reencontrarlos en internet. La web de la revista, sin embargo, nunca llega a ofrecer contenidos inéditos. Solo en 2004, Ajoblanco volvió a los kioscos por un mes con un número especial que incluía una recopilación de las mejores páginas de su primera época y una pequeña publicación con periodistas e ilustradores con el nombre de El Ajo. En 2007, José Ribas publica Los 70 a destajo (editado por RBA), su crónica de los años 70 y de la primera etapa de Ajoblanco.

### Tercera época (2004)
En 2004, la revista publicó un facsímil con los seis primeros números para celebrar los 30 años. Además en esa oportunidad se publicaron dos números de una revista basada en el cómic llamada "El Ajo", con colaboraciones de Miguel Brieva, Rep, Javier Esteban, Fritz, Toni Puig, Ruth Toledano, Lola Sánchez, Mertxe González, Aurora Arenas, David Solá, Juan Antonio Álvarez y Pepe Ribas, entre otros.

### Cuarta época (2016-2018)
José Ribas, Fernando Mir y la periodista chilena afincada en Madrid, Carolina Espinoza, crean la Asociación Cultural Ajoblanco en junio de 2016. La revista se volvió a editar en junio de 2017, con un volumen de 132 páginas, sin páginas publicitarias y la voluntad de que la publicación sea cuatrimestral.Un segundo número en noviembre de 2017 se llamó Atrapados en la red.

Queremos revitalizar la cultura desde la pasión, el respeto, la pluralidad, la imaginación, el humor, la crítica, el debate, el diálogo y el encuentro. Queremos transgredir los límites. Salir del letargo y perder el miedo que nos ha atenazado durante demasiado tiempo. Necesitamos un pensamiento nuevo, libre, sin cánones impuestos y sin burbujas, donde las generaciones, las culturas, las ciudades y las identidades dialoguen, se mezclen y se expandan. Queremos recuperar la memoria, hurgar donde otros temen hacerlo y plantear todo lo necesario para sentirnos vivos.
Manifiesto de Ajoblanco revolvemos (2017)